# Voorbedekerk aan de Borovaja Oelitsa
De Kerk van de Voorbede (Russisch: Покровская церковь) is een Russisch-orthodox kerkgebouw aan de Borovaja oelitsa (Боровая улица) te Sint-Petersburg.

## Geschiedenis
De kerk werd in de jaren 1890-1897 door de architect Nikolaj Nikititsj Nikonov gebouwd voor een in 1883 opgerichte diocesane broederschap. Deze broederschap stelde zich de bevordering van het orthodoxe geloof ten doel door onder meer religieuze en morele opvoeding, het opzetten van parochiale scholen en bibliotheken, het publiceren van religieuze literatuur en geschriften en de organisatie van kerkkoren. Het kerkgebouw werd een centrum van religieuze educatie en activiteiten en de diensten werden in de talen Russisch, Engels, Duits en Lets gevierd.
De zeer fraaie kerk werd een typische vertegenwoordiger van de architectuur die men in de 2e helft van de 19e eeuw "Russische stijl" noemde.
Na de gedwongen sluiting in 1935 werd het verval van het bouwwerk ingezet. De klokkentoren werd grotendeels gesloopt en het kerkgebouw werd van de koepels beroofd. Oorlogsschade en industrieel misbruik van het gebouw versnelden het vernietigingsproces.
Het gebouw werd in 1989 overgedragen aan een groep evangelische baptisten.
In 2012 keerde de Voorbedekerk terug naar de Russisch-orthodoxe Kerk. Het kerkgebouw heeft veel van haar oorspronkelijke uitstraling en het meeste van haar decoratie verloren. Een gedetailleerde studie van de weinige afbeeldingen van de kerk kunnen voldoende nauwkeurige informatie verstrekken voor de wederopbouw van het kerkgebouw.